# Distretto di Likoma
Il distretto di Likoma (Likoma District) è uno dei ventotto distretti del Malawi, e uno dei sette distretti appartenenti alla Regione Settentrionale. Essendo circondato dalle acque territoriali del Mozambico nel lago Malawi, il distretto è un'exclave dello Stato del Malawi, costituita da due isole: Likoma e Chizumulu. Copre un'area di 18 km² e ha una popolazione complessiva di 1.300 persone. La capitale del distretto è Likoma.